# 胡敬 (嘉慶進士)
胡敬（1769年—1845年），字以莊，號書農。浙江仁和（今杭州）人。清代翰林、學者。

## 生平
生於乾隆三十四年（1769年）。少年时以《水仙花赋》、《阑干赋》受知於阮元。嘉慶十年（1805年）中進士，改庶吉士，授翰林院編修。奉旨預修《全唐文》、《祕殿珠林》、《石渠寶笈》三編。嘉慶二十一年（1816年），河南鄉試副考官。嘉慶二十四年（1819年），安徽學政。曾入東軒吟社。歸里後主讲杭州崇文书院，“制义之外，并试以诗古文辞，与洁经相表里。”道光二十五年（1845年）去世，得年七十七歲。
著有《南熏殿圖像考》二卷、《國朝院畫録》二卷、《西清札記》四卷等三書，另有《崇雅堂詩鈔》、《崇雅堂文鈔》（道光十八年英和序），作《重建云林寺（灵隐寺）大殿碑文》（大殿于道光八年（1828）重建成），多题画诗，与汪远孙相唱和。

## 家庭
- 子胡埕、胡琨、胡琮。